# Páni z Náchoda
Páni z Náchoda (německy Herren von Náchod, respektive Březnicky von Náchod) jsou starý panský, později hraběcí rod, který svoje jméno odvozoval nejen od Náchoda v Čechách, ale i od tvrze Březník u Náměště nad Oslavou. Poté, co česká větev vymřela v 15. století, začali se nazývat Březničtí z Náchoda.

## Historie

### Předci rodu
V 6. století n. l. přicházejí do oblasti Čech z východu první slovanské kmeny. Střed země obsadili Čechové, dalšími většími kmeny byli Lučané, Zličané, Pšované, Charváti a další, kteří osídlovali ostatní místa v naší zemi. V průběhu 10. století došlo ke sjednocení slovanských kmenů na území Čech pod nadvládu Čechů a jejich rodu Přemyslovců. Členové přemyslovské knížecí rodiny si značnou část sjednoceného knížectví postupně rozdělili. Nelze vyloučit, že mezi rodově spřízněné rody s Přemyslovci patřili i Načeraticové.

### První známí členové rodu
Nejstarším známým příslušníkem rodu byl Pakoslav zvaný Veliký, syn Načeratův, kterému je přisuzováno založení Staré Paky. Jeho syn Načerat, podle kterého převzal rod jméno, založil pravděpodobně v roce 1241 hrad Brada a držel jej do roku 1263. Po něm jej držel jeho syn Léva (Lev) a to až do roku 1304, kdy mu byl hrad odňat králem Václavem II. nucenou výměnou za ves Štítary. Okolo roku 1300 založili pravděpodobně ještě před Markvartici hrad Kumburk nedaleko Staré Paky.

### Hronovci
Další ze synů Načerata, Hron, založil roku 1250 hrad v Náchodě a významně se zasloužil o kolonizaci Náchodska. Hron měl syny Ješka, Hrona a Matěje. V Náchodě se však rod neudržel. Hronovu synu Ješkovi a jeho synu Ješkovi byl Náchod zkonfiskován roku 1316 králem Janem Lucemburským za vzpouru proti králi. Načeraticové dostali jako náhradu v léno Kostelec nad Černými lesy. Až do roku 1360 se pak nazývali pány z Kostelce a z Náchoda.

### Páni zNáchoda
Ješek měl syny Hrona, Jana, Mikuláše, Mareše a Oldřicha. Kostelecké panství držela česká větev rodu pánů z Náchoda až do roku 1415, kdy jej Jan prodal pánům ze Smržova.
Není známo, kdy získali pánové z Náchoda i panství Březník na Moravě. Synové Hrona z Náchoda Ješek, Hron a Matěj se už psali Březničtí z Náchoda. Kostel v Březníku, poničený roku 1304 Kumány, nechal Ješek v roce 1338 přestavět. Byl to také Ješek, který nechal asi po roce 1360 postavit na kopci nad soutokem Oslavy a Chvojnice Kuroslepy hrad Kraví Hora. V roce 1360 Část březnického panství pánové z Náchoda v roce 1360 prodali Jaroslavu z Kninic. Hron z Kraví Hory prodal roku 1377 bratrovi Ješkovi 2 díly hradu, dva poplužní dvory kolem hradu, 4 1/2 lánu v Kuroslepech a 4 lány v Březníku s lesy a řekami kolem hradu. Jan Ješek II. z Březníka, Náchoda a Kraví Hory nedržel hrad dlouho, ale roku 1387 jej prodal spolu s polem, lesem, 6 1/2 lánem polí, loukou a mlýnem v Kuroslepech bratrům Jindřichovi a Přibkovi z Dřevohostic, kteří se psali ze Šelemberka. Ješek II. se usadil v Čechách v Kostelci nad Černými lesy jako jeho bratři.
V Březníku zůstal z pánů z Náchoda Matěj a jeho žena Anna z Kninic, kteří dále používali přídomku z Kraví Hory, byť ten již patřil Šelemberkům. Matěj koupil Petrovice, které zapsal roku 1352 manželce Anně a zemřel před rokem 1355.
Moravská linie připojila k svému majetku Březník, Mohelno, Dunajovice, Želetice, Hostín, Jimramov a další statky. Patřili mezi přední moravskou šlechtu.
Pravděpodobně syny Matěje byli Leva, Jan a Jindřich. Leva seděl roku 1409 v Mohelně, roku 1412 získal opet část Březníka, kde nechal dceru Elišku a Dorotu. Dorota pak díl Březníka koupila, ale zase okolo roku 1460 prodala. Jindřich (1406) držel část Březníka, kterou věnoval své manželce Anně ze Slezan. Zemřel před rokem 1437 a Anna se provdala za Oldřicha z Hostákova.
Dle kronikáře Paprockého z Hlohol byl jejich syn Matěj, v 15. století ještě jako chlapec unesen do ciziny, dostal se až na Sicílii, odkud se mu podařilo uprchnout do vlasti až po mnoha letech kolem roku 1437. V roce 1446 koupil Kuroslepy a nabyl pustého hradu Lamberka. Zemřel po roce 1492 a zanechal Oldřicha, Jindřicha a Brikcího, který zemřel brzy po otci. Jindřich držel tvrz v Březníku a část vesnice. Oldřich z Náchoda držel pustý Lamberk a něco majetku na Březníku, který věnoval roku 1498 manželce Anně z Tavíkovic. Oldřich zemřel roku 1532. Vdova Anna z Tavíkovic Březník a Kuroslepy začala od roku 1536 spravovat se synem Jindřichem. Jindřich však roku 1549 prodal nejen věnné zboží po matce, ale i po otci zděděný hrad Lamberk Václavu Hodickému z Hodic.
Jiří Březnický z Náchoda zdědil po otci i strýci veškeré rodinné statky. Přiklonil se k jednotě bratrské a sloužil v armádě moravských stavů jako plukovník. Střídavě svou podporu dával i císaři Ferdinandovi, tuto politiku úspěšně prováděl až do porážky povstání na Bílé hoře. Poté byl vězněn, přesto jej císař povýšil do stavu říšských hrabat. Vykonával funkce císařského rady a nejvyššího sudího Markrabství moravského.
Jiřího synem Ferdinandem Leopoldem hrabětem z Náchoda a Lichtemburka rod po roce 1672 vymřel.

## Erb
V původním erbu měli na zlatém štítě černého lva. Březničtí po polepšení dostali černé ostrve a v srdečním štítku se objevil vedle koruny i modrý kapr.

## Příbuzenstvo
Spojili se s Kounici, pány z Boskovic, z Ludanic, Lichtenburky či Slavaty.